# Kalanchoe gastonis-bonnieri
Kalanchoe gastonis-bonnieri es una especie de planta suculenta de la familia Crassulaceae. Es originaria de Madagascar.

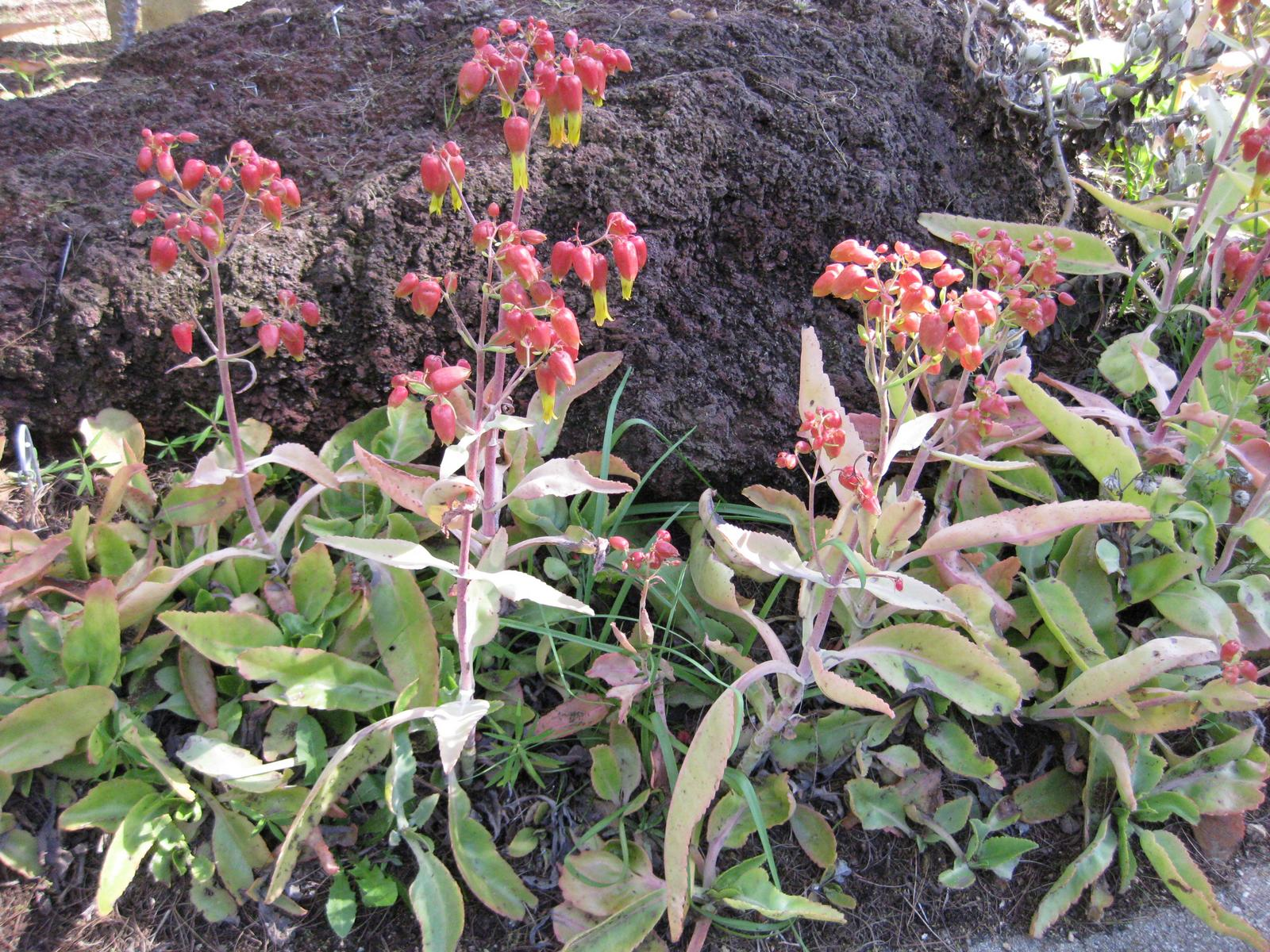
Flores

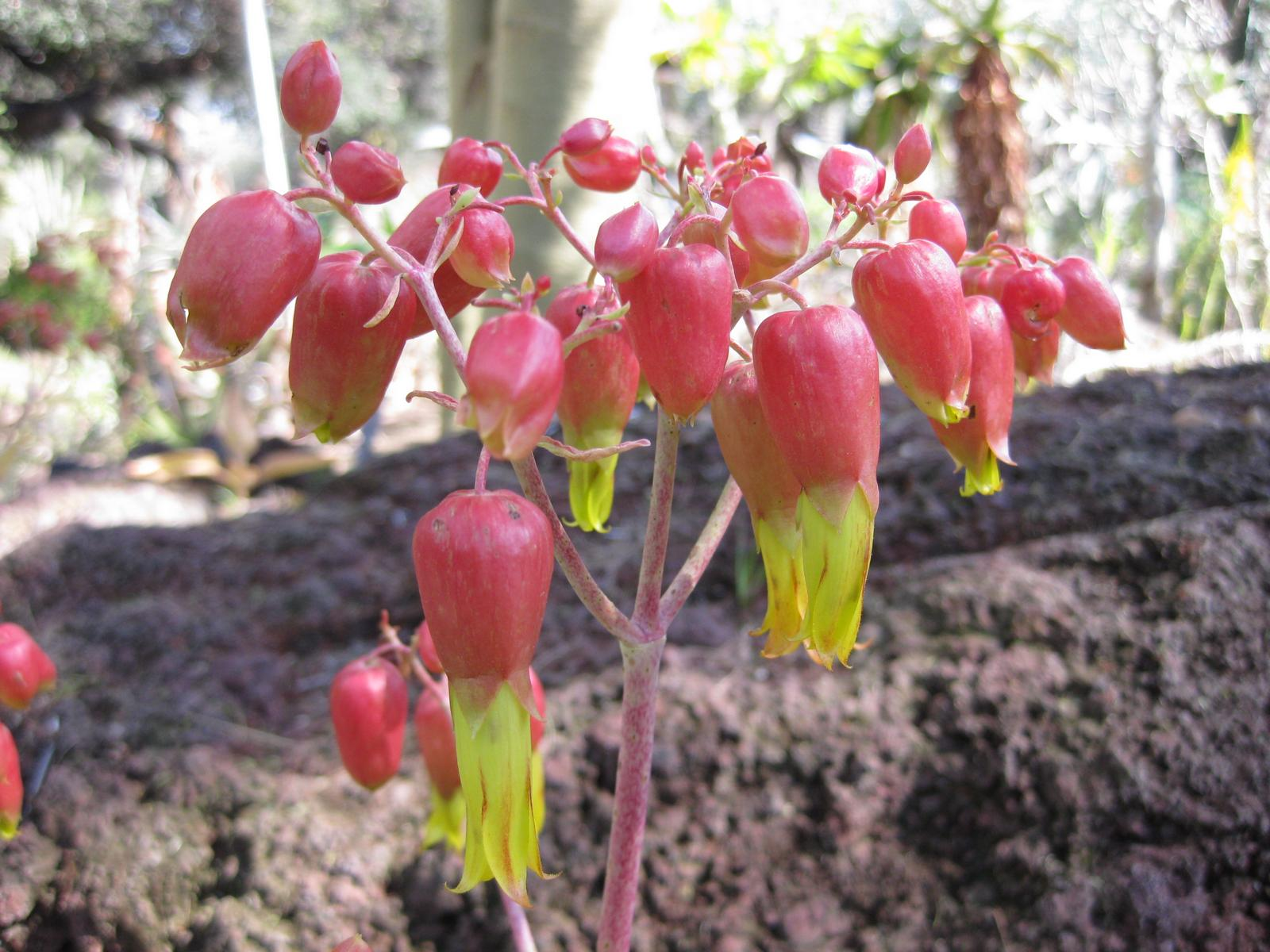
Detalle de las flores

## Descripción
Es una hierba robusta de hasta 1 m de alto. Hojas opuestas, glabras, pruinosas, lanceoladas a espatuladas, 10–20 (–30) cm de largo y 3–6 cm de ancho, cuneadas en la base, crenadas; pecíolos anchos, poco diferenciados de los limbos, amplexicaules. Inflorescencia en forma de un corimbo de 15–30 cm de alto; cáliz campanulado-urceolado, inflado, hasta 23 mm de largo, verde rojizo; corola hasta 37 mm de largo, un tercio más larga que el cáliz, amarilla o verde rojiza.

## Taxonomía
Kalanchoe gastonis-bonnieri fue descrito por Raym.-Hamet & H.Perrier y publicado en Annales des Sciences Naturelles; Botanique, série 9 16: 364–366. 1912.
Etimología
Ver: Kalanchoe
Sinonimia
- Kalanchoe adolphi-engleri Raym.-Hamet[3]